# Fageia amabilis
Espèce
Fageia amabilis est une espèce d'araignées aranéomorphes de la famille des Philodromidae.

## Distribution
Cette espèce se rencontre au Brésil, en Uruguay et en Argentine.

## Description
La femelle holotype mesure 4,5 mm.
Le mâle décrit par Schinelli, Marques, do Prado, Teixeira et Baptista en 2024 mesure 3,00 mm et la femelle 3,07 mm.

## Systématique et taxinomie
Cette espèce a été décrite par Mello-Leitão en 1929.

## Publication originale
- Mello-Leitão, 1929 : « Aphantochilidas e Thomisidas do Brasil. » Archivos do Museu Nacional, vol. 31, p. 9-359.